# سیبسی
سیبسی (به انگلیسی: Sibsey) یک روستا و محله مدنی در بریتانیا است که در لیندسی شرقی واقع شده‌است. سیبسی ۱٬۹۷۹ نفر جمعیت دارد.